# Euzetacanthus chorinemusi
Euzetacanthus chorinemusi is een soort haakworm uit het geslacht Euzetacanthus. De worm behoort tot de familie Arhythmacanthidae. Euzetacanthus chorinemusi werd in 1984 beschreven door Gupta & Naqvi.